# Guilherme Espírito Santo
Guilherme Espírito Santo,  conocido como Espírito Santo (Lisboa, 30 de octubre de 1919 - Lisboa, 25 de noviembre de 2012
) fue un futbolista y atleta portugués. Toda su carrera deportiva la disputó en el Benfica, donde jugó 12 temporadas (117 partidos y 79 goles) y consiguió siete títulos. Con el 
Apodado Pérola Negra (La perla negra), fue un goleador prolífico, con Peyroteo como el único goleador de su época con más goles que él.
Por sus servicios, el club le premió con la medalla Aguia de Ouro y el Comité Olímpico Portugués, con la medalla de Fair Play.
Tuvo una pequeña experiencia como entrenador en la década de los 70, entrenando al C.D. Montijo en los últimos partido de la temporada 1976–77 y al Quimigal do Barreiro de la segunda División portuguesa.
Espírito Santo se enfundó la camiseta de la Selección de fútbol de Portugal ocho partido, debutando el 28 de noviembre de 1937 contra España en Vigo. Solo marcó un gol el 9 de enero de 1938, en el 4–0 contra Hungría.

### Atletismo
Espírito Santo tuvo una breve carrera como atleta. Fue visto cuando saltó 1,70 metros para ir a buscar una pelota que se quedó varada fuera del campo. Mantuvo el récord nacional de Salto de Altura durante 20 años y fue campeón nacional de Salto de Longitud y Triple Salto en 1938.

## Clubes
| Club          | País     | Año       | Partidos | Goles |
| ------------- | -------- | --------- | -------- | ----- |
| S. L. Benfica | Portugal | 1936–1950 | 117      | 79    |

## Palmarés

### Campeonatos nacionales
| Título           | Club          | País     | Año     |
| ---------------- | ------------- | -------- | ------- |
| Primeira Liga    | S. L. Benfica | Portugal | 1936-37 |
| Primeira Liga    | S. L. Benfica | Portugal | 1937-38 |
| Primeira Liga    | S. L. Benfica | Portugal | 1941-42 |
| Primeira Liga    | S. L. Benfica | Portugal | 1942-43 |
| Primeira Liga    | S. L. Benfica | Portugal | 1944-45 |
| Primeira Liga    | S. L. Benfica | Portugal | 1949-50 |
| Copa de Portugal | S. L. Benfica | Portugal | 1939-40 |
| Copa de Portugal | S. L. Benfica | Portugal | 1949-50 |